# 김광진 (정치인)
김광진(金光珍, 1981년 4월 28일 ~ )은 대한민국의 정치인이다.

## 학력
- 순천용당국민학교 졸업
- 순천이수중학교 졸업
- 순천고등학교 졸업
- 순천대학교 조경학과 학사
- 순천대학교 경영학과 학사
- 순천대학교 대학원 사학과 석사

## 경력
- 2011.11 ~ 2011.12 : 시민통합당 전라남도당 대변인
- 2012년 4월 11일: 대한민국 제19대 국회의원 선거 당선(비례대표, 민주통합당, 초선)
- 2012.05 ~ 2016.05 : 제19대 국회의원 (비례대표, 민주통합당→민주당→새정치민주연합→더불어민주당, 초선)
  - 2012.07 ~ 2016.05 : 제19대 국회 전,후반기 국방위원회 위원
  - 2013.08 ~ 2014.05 : 제19대 국회 전반기 예산결산특별위원회 결산심사소위원회 위원
  - 2014.06 ~ 2016.05 : 제19대 국회 후반기 정보위원회 위원
  - 2015.05 ~ 2016.05 : 제19대 국회 후반기 운영위원회 위원
- 2012.07 ~ 2012.11 : 민주통합당 최고위원
- 2015.05 ~ 2016.05 : 새정치민주연합→더불어민주당 원내부대표
- 2015.12 ~ 2016.03 : 제20대 국회의원 선거 전남 순천시 더불어민주당 국회의원 예비후보
- 2016.08 ~ 2017.09 : 더불어민주당 정책위원회 부의장
- 2017.09 ~ 2018.02 : 국방부 군 적폐청산 위원회 위원
- 2018.01 ~ 2018.12 : 국방부 정책자문위원회 자문위원
- 2019.08 ~ 2020.08 : 대통령비서실 정무수석비서관실 정무비서관
- 2020.09 ~ 2021.06 : 대통령비서실 시민사회수석비서관실 청년비서관
- 2022.04 ~ 2022.07 : 더불어민주당 홍보소통위원회 위원장
- 2022.07 ~ 2023.12 : 광주광역시 문화경제부시장
- 2023.12 ~ 2024.03 : 제22대 국회의원 선거 광주 서구 을 더불어민주당 국회의원 예비후보

## 수상
- 2012년 민주통합당 선정 국정감사 최우수의원
- 2013년 민주당 선정 국정감사 우수의원
- 2013년 국회 사무처 선정 입법 및 정책개발 우수의원(300명 중 9위)
- 2014년 올해의 국감인물 (행정부 출입기자 선정, 6인 중 1인)
- 2014 한국투명성기구 '투명사회상'
- 2014년 시사저널 선정 차세대리더 100인
- 2014년 국회 사무처 선정 입법 및 정책개발 최우수의원(300명 중 5위)
- 2015년 머니투데이 'the300' 선정 제2회 대한민국 최우수법률상(군사망순직처리법)
- 2015년 새정치민주연합 선정 '2015년 국정감사 우수의원'[1]

## 의정 활동

### 국회의원 연금폐지
2012년 6월 국회의원에 당선되고 첫 법안으로 국회의원 평생연금 폐지안을 대표발의하였고, 해당 법안은 본회의를 통과하여 국회의원 연금은 폐지되었다.

### 군 수통 전면교체
국회 국방위원회에서 노후된 병사 수통의 문제를 끊임없이 지적하여 2014년도 예산안에 군 수통 전면교체 예산 배정을 확정시켰다.

### 레진코믹스법 발의(Warning.or.kr 제한)
레진코믹스 차단 사태와 같은 사태의 재발을 막고자 정부의 자의적인 인터넷사이트 접속차단권한을 법률에 명시된 사유에 한해서만 행사할 수 있도록 제한하고, 접속차단을 모두에 대한 차단과 미성년자에 한한 차단으로 이원화 하여 성인인증시 차단된 사이트에도 접근이 가능하도록 하는 법률을 발의했다.

### 게임 진흥
게임을 법적으로 문화예술의 범주에 포함시키는 문화예술진흥법 개정안과, 비영리게임에 대해서 게임등급분류를 면제하는 게임산업진흥에 관한 법률 개정안을 발의하였다.
2015년 5월 새누리당 김상민 의원과 공동으로 국회에서 게임문화산업 전시회를 개최하고, 부대행사로 국회 직원들이 참여하는 국회 리그오브레전드 대회를 여는 등 제도권에 게임을 알리는데 적극적인 노력을 지속하고 있다.

### 만화·웹툰작가 표준계약서 제정법 발의
만화·웹툰작가에 대한 대형업체의 횡포와 불공정계약을 방지하기 위해 표준계약서를 도입하도록 하는 만화진흥에 관한 법률 개정안을 발의하였다.

### 노크귀순
2012년 10월 2일 강원도 고성에 위치한 부대에 북한병사가 문을 두드려서 귀순한 것을 정승조 합창의장은 "cctv를 통해 귀순자를 발견한 것으로 안다."고 증언하였다. 10월8일 이에 민주통합당 김광진 의원은 국정감사장에서 "귀순자가 문을 두드려 발견했다"는 의혹 제기하였고 전비태세검열단 현장조사를 시작하였고 10일 오전 전비태세검열단은 "문을 두드렸다"는 사실을 현장에서 확인하고 합동지휘통제체계에서 1군사령부 보고내용도 확인하게 되어 국정감사장에서 "CCTV로 발견했다"는 지난 8일 국감 답변내용을 '노크 귀순'으로 정정하게 되었다.

### 군 무료세탁기 설치
국회 국방위원회에서 군 내 유료 세탁기는 국군장병들의 월급에 상당 부분을 차지하고 있다고 지적하여 군 내 무료세탁기 설치를 추진하고 있다.

### 통영함 방산비리 폭로
세월호 침몰 사건에 출동하지 못한 해군 구조함 통영함에 얽힌 군납비리를 폭로하였다.

### 사이버사령부 선거개입 폭로
2014년 국정감사, 김광진 의원은 국방부 국정감사에서 국군사이버사령부 요원들이 대선기간 댓글작업을 했다고 질의했다. 김관진 국방부장관은 대선개입은 있을 수 없고 북한이 대한민국 정부의 실체를 부정하기 때문에 이에 대응하는 것이 있다고 말하였다. 그러나 군 조사 결과 사이버사령부 소속의 군무원 2명과 부사관 1명이 정치적 성향의 글을 올리거나 리트윗한 사실과 국가정보원으로부터 심리전에 대한 교육을 받은 사실, 윤창중이 사이버사령부 심리전단 요원들에게 '친북 좌파들의 실상'이라는 교육을 한 사실 등을 밝혀냈다.

### 전역지원금법 (전역자 300만원 지급)
2014년 12월10일 의무복무를 위해 헌신한 전역 병사에게 최저임금액 3개월분에 해당하는 금액(약 300만원)이상을 전역지원금으로 지급하는 전역지원금법(병역법)을 발의했다.

### 군 성소수자 관련

#### 군형법 개정 추진
대한민국 군형법 92조의 군형법상 추행죄 군동성애 처벌조항을 삭제하려는 법안을 추진중이다. 그는 2013년 남성만을 대상으로해 동성애자를 차별하던 이조항을 폐지하는 법안을 발의하였으나 국회심의과정에서 92조의 5가 92조의 6으로 옮겨가면서 처벌대상이 성별에 관계없이 항문성교 및 기타추행으로 변경되었다. 김광진은 이법이 여전히 동성애자를 차별한다고 생각하고 있다. 2014년 3월 군형법 제92조의 6을 삭제하는 군형법 개정안을 자신을 대표발의자로 하여 다시발의하는 동성애 옹호조장을 하였으며 동성애 유해매체 지정을 반대하였다.

#### 트랜스젠더 군면제기준 개선요구
2015년 9월 13일 남→여 트랜스젠더들이 병무청으로부터 성 정체성 장애를 인정받지못해 고환 적출술을 강요받고있다는 문제를제기했다.

### 테러방지법반대 필리버스터
2016년 2월 23일 저녁부터 테러방지법과 그법의 직권상정에 반대하여 필리버스터로 자정을 넘길때까지 수시간동안 무제한토론발언을 하였다. 2016년 2월 24일 00시 39분까지 5시간 32분의 의사발언시간을 기록하였다.

## 논란

### 백선엽비판 논란
2012년 10월 19일 국정감사에서 “민간 업체에서 친일반민족행위자 백선엽과 관련된 뮤지컬을 제작하는 데 4억원을 지원하고자 예산 반영을 추진하기로 한” 사실을 언급하며, "민족의 반역자인 백선엽 장군의 뮤지컬 제작에 세금을 지원하는 것은 부당하다.”라고 발언하자 새누리당 등 보수세력의 반발이 일어났다. 새누리당은 "한국전쟁의 영웅 백장군을 '민족의 반역자'라고 지칭해 백장군을 포함한 한국 전쟁 참전자의 명예를 훼손했다."며 징계안을 발의하였다. 김광진은 백선엽이 민족반역자라는 주장의 근거로 친일반민족행위 진상규명특별법에 의한 위원회에서 뽑은 1005명의 친일파 중에 들어가있다는 점, 백선엽의 회고록에 "우리들이 추격했던 게릴라 중에는 많은 조선인이 섞여 있었다. 주위 주장이 다르다 해도 한국인이 독립을 위해서 싸우고있었던 한국인을 토벌한 것이고 동포에게 총을 겨눈 것은 사실이었고 비판을 받아도 어쩔 수 없다."라고 적힌 것을 제시했다. 국회 윤리심사자문위원회는 징계를 하지 않기로 결정하였다.

### 명박 급사 트윗 논란
이후 이명박의 급사가 새해 소원이라는 트윗을 리트윗해 논란이 되었다.김광진은 CBS<김현정의 뉴스쇼> 인터뷰에서 "트위터라는 공간이 갖고 있는 기본적 해학과 풍자가 있고, 일정 정도의 가벼운 농담의 수준으로 받아들일 수 있을 것.."이라고 해명하였다.

### 성적 취향 및 트위터에서의 성적 발언 논란
김광진은 이후 수갑·채찍·간호사옷·교복에 대한  페티시즘과 가학성애에 해당되는 성적인 트윗을 올린 것이 드러나 논란이 되었다. 그와 함께 저녁에 럭스모텔 203호에서 씻고 기다리라는 트윗이 있었는데, 김광진이 트윗을 보낸 사람은 남성으로 드러났다. 국회의원 취임 이후인 2012년 10월 4일에도 채찍 관련 트윗을 올린 사실, 2012년 6월에 올린 "가끔 나도 여자 후배들 껴안기도 하고 남자 후배들은 옷을 벗기기도 하는데 당시의 정황을 떠나 일순간 성범죄자가 될 수도 있겠구나 하는 생각"이라는 트윗도 문제가 되었다.
김광진은 트위터와 페이스북을 폐쇄하고 문재인 캠프의 모든 직책에서 사퇴하였다.
. 2012년 10월 29일 새누리당은 김광진에 대한 징계안을 국회에 제출하였고
새누리당은 김광진의 표현이 변태 성욕이라고 비판하였다. 2012년 10월 30일 새누리당 국회의원들은 명박 급사 발언과 성적 발언에 대해 사퇴촉구 결의안을 내기도 했다. 새누리당 신의진 대변인은 브리핑에서 김광진 의원의 트위터글이 성추행으로도 볼 수 있는 변태적 발언이라고 주장했다. 한편 10월 30일 민주통합당 원내대표 박지원은 대리 사과를 했다. 11월 2일에 새누리당 여성 의원들은 김광진의 사퇴와 민주통합당의 사과를 요구했다.
한편 성도착증이 의심되는 발언을 했다는 이유로 문제를 삼는 것은 부당하다는 반론이 있었다. 성소수자 운동가 이계덕은 합의된 SM행위는 개인의 사생활일뿐 문제될 수 없다고 주장했다.
국회 윤리심사자문위원회는 징계를 하지 않기로 결정하였다.

## 역대 선거 결과
| 실시년도 | 선거   | 대수 | 직책     | 선거구   | 정당       | 득표수       | 득표율          | 순위          | 당락 | 비고 |
| -------- | ------ | ---- | -------- | -------- | ---------- | ------------ | --------------- | ------------- | ---- | ---- |
| 2012년   | 총선   | 19대 | 국회의원 | 비례대표 | 민주통합당 | 7,777,123 표 | \| \| 36.45% \| | 비례대표 10번 |      | 초선 |
|          | 36.45% |      |          |          |            |              |                 |               |      |      |

## 참고 자료
- 김광진 홈페이지
- 김광진 - X
- 김광진 - 페이스북
- 김광진 - 숲코리아 방송국